# Paso Barreto
Paso Barreto é um distrito do Paraguai, localizado no departamento de Concepción. Possui área de 2392 km² e 4148 habitantes. Emancipado do município de Concepción. 

## Transporte
O município de Paso Barreto é servido pela seguinte rodovia:
- Caminho em terra ligando o município a cidade de San Lázaro.
- Caminho em rípio ligando o município a cidade de Horqueta [3][4][5]